# Jonibek Otabekov
Jonibek Otabekov (ur. 22 stycznia 1994) – uzbecki zapaśnik walczący w stylu klasycznym. Brązowy medalista mistrzostw świata w 2016 i mistrzostw Azji w 2015 roku.